# Magnolia angatensis
Espèce
Statut de conservation UICN

 DD  : Données insuffisantes
Magnolia angatensis est une espèce de plantes à fleurs de la famille des Magnoliaceae. C'est un petit arbre présent aux Philippines et en Indonésie.

## Description
C'est un petit arbre.

## Répartition et habitat
Cette espèce est présente aux Philippines et en Indonésie (Moluques et Célèbes).